# 賈里德·格里米斯
賈里德·格里米斯（英語：Jared Grimes），美國演員、踢躂舞蹈家。代表作品有過氣校園明星、First Born。

## 作品

### 電影
- 2007年：《First Born（英语：First Born）》飾演 Stock Boy
- 2009年：《過氣校園明星（英语：The Marc Pease Experience）》飾演 The Wiz
- 2018年：《Swing Kids》飾演 Jackson

## 外部連結
- 賈里德·格里米斯在互联网电影资料库（IMDb）上的資料（英文）